# Соглашение Тидё
Соглашение Тидё (швед. Tidöavtalet) — политическое соглашение между партиями риксдага: христианскими демократами, либералами, умеренными и шведскими демократами, которое является основой для возможности назначить правительство Кристерссона с умеренным правым Ульфом Кристерссоном в качестве премьер-министра после выборов в риксдаг 2022 года.

## История
Парламентские выборы состоялись 11 сентября 2022 года, а о соглашении было объявлено 14 октября, через месяц после выборов. Четыре партии, стоящие за сделкой, имели узкое парламентское большинство, чтобы получить голоса, и этого можно было достичь путём компромисса. Риксдаг утвердит Ульфа Кристерссона на посту премьер-министра 17 октября 2022 года.
Соглашение было окончательно оформлено после месяца переговоров между партиями Риксдага: христианскими демократами, либералами, умеренными и шведскими демократами .
Соглашение означает, что умеренные, христианские демократы и либералы являются частью правительства, в то время как шведские демократы получают государственных служащих в правительственных учреждениях. Название Соглашения Тидё происходит от замка Тидё в Вестманланде, где лидеры четырёх партий заключили соглашение.

### Предыстория
Исторически умеренные, христианские демократы и либералы вместе заседали в правительстве. Шведские демократы не заседали в правительстве и не участвовали в формировании правительства, но осенью 2021 года впервые участвовали в переговорах по государственному бюджету с умеренными и христианскими демократами, а затем приняли бюджет. В остальном шведские демократы впервые формализовали влияние на политику правительства. Лидеры партий будут ежегодно решать, как будут продолжаться проекты сотрудничества в следующем году. Шведские демократы будут иметь такое же влияние на вопросы проектов сотрудничества, как и партии в правительстве.

## Содержание соглашения

Логотип умеренной партии
Логотип христианских демократов
Логотип либералов

Соглашение составляет около 63 страниц, на которых стороны согласовали семь основных «проектов сотрудничества»: 

#### Рост и экономика домохозяйств
В первом пункте Соглашения Тидё описывается общее направление экономической политики в течение срока полномочий. Соглашение привело к тому, что направление экономической политики было направлено на противодействие безработице и усиление способности Швеции расти. Административные расходы компаний должны быть сокращены в течение мандатного периода. Arbetslinjen будет усилен за счет крупной реформы грантов, включающей, среди прочего, ограничения грантов и требования к деятельности для тех, кто живет на пособие по социальному обеспечению. Медицинское страхование должно обеспечивать финансовую безопасность для тех, кто не может работать из-за болезни. То, что уровень фонда А, который применяется сегодня, должен применяться и в будущем, не включен в соглашение, но было заявлено на пресс-конференции. Налог на заработную плату снижается с упором на лиц с низким и средним доходом, как и налог на пенсии. Для дополнительной поддержки домохозяйств снижен налог на сбережения. Домохозяйства получают компенсацию за высокие цены на электроэнергию, а цены на топливо значительно снижаются, среди прочего, за счет снижения обязательства по снижению до минимального уровня ЕС. Корпоративное налогообложение должно быть конкурентоспособным, а компании должны иметь хорошие стимулы для инвестиций в исследования и иметь лучшие возможности для привлечения и сохранения ключевых специалистов. Необходимо улучшить условия для роста, занятости и привлечения капитала малых и средних предприятий.

#### Преступность
Второй пункт Соглашения Тидё касается преступления и наказания. В соглашении поясняется, что будут реализованы новаторские меры, чтобы остановить банды. К ним относятся, среди прочего, двойное наказание для бандитов, криминализация участия в преступных группировках, более эффективные тайные средства принуждения, зоны свиданий, анонимные свидетели, запреты на проживание, отмена скидок на штрафы для лиц старше 18 лет и отмена сегодняшней скидки за количество. В то же время предпринимаются усилия по предупреждению преступлений с повышением родительской ответственности, усилением опеки в соответствии с LVU и расследованием снижения возраста уголовной ответственности. Создается национальная группа социального вмешательства, которая будет проводить анализ криминогенной обстановки и распространять проверенные методы предотвращения преступности, а также обучать социальных работников работе с молодыми людьми, которые совершают преступления или рискуют совершить их. Расширяются программы поддержки родителей. Проводится полный и тщательный пересмотр уголовного законодательства с целью, в том числе, ужесточения наказания за насильственные и сексуальные преступления. Полиция, исправительные учреждения и другие органы системы правосудия будут значительно расширены.

#### Миграция и интеграция
Третий пункт о миграции и интеграции объясняет, что миграционная политика Швеции изменится. Шведская миграция должна быть скорректирована до минимального уровня в соответствии с законодательством ЕС при соблюдении международных конвенций, включая право на убежище. В рамках проекта будут реализованы следующие реформы: более широкое использование биометрических данных в делах об иностранцах, расширенные возможности для внутреннего контроля за иностранцами, усиление работы по возвращению, ужесточение трудовой иммиграции и ужесточение условий семейной иммиграции, транзитные центры на протяжении всего процесса предоставления убежища, депортация из-за отсутствия поездок, ужесточение требований к гражданству и аннулирование вида на жительство в ряде случаев. Политика интеграции меняется, чтобы стать более ориентированной на спрос, когда те, кто находится в Швеции в течение длительного времени, должны взять на себя ответственность за то, чтобы стать частью общества.

#### Климат и энергия
Пункт четвертый соглашения поясняет, что система электроснабжения должна быть восстановлена, чтобы людям и компаниям были гарантированы стабильные и низкие цены на электроэнергию и чтобы сократить выбросы за счет повышения эффективности перехода. Цель энергетической политики изменена с перехода на 100-процентно «возобновляемую» энергию на 100-процентный отказ от ископаемого топлива. Условия для инвестиций в ядерную энергетику должны быть усилены, среди прочего, за счет государственных кредитных гарантий в размере 400 миллиардов шведских крон. Должны быть введены новые правила, которые не позволят политикам произвольно закрывать атомные электростанции - атомной энергетике должно быть гарантировано право работать и производить электроэнергию до тех пор, пока объекты находятся в хорошем состоянии и безопасно эксплуатируются. Изучение возможности перезапуска АЭС Ringhals 1 и 2 будет проведено быстро. Сняты запреты Экологического кодекса на постройку новых реакторов, эксплуатацию более десяти реакторов одновременно. Запрет на перезапуск закрытых реакторов также быдет снят. Достигнуто соглашение о лучших условиях для гидроэнергетики и когенерации.
Разрабатывается программа международных климатических инвестиций в соответствии со статьей 6 Парижского соглашения . Благодаря дополнительным мерам инвестиции способствуют достижению климатической цели Швеции по нулевым выбросам к 2045 году. Будут осуществлены инвестиции в расширенную зарядную инфраструктуру и улавливание углекислого газа .

#### Здравоохранение
Пятый пункт соглашения касается здравоохранения, где необходимо изменить адресацию помощи. Необходимо сократить очереди за медицинской помощью, улучшить доступность и обеспечить равенство между различными частями страны. Назначается запрос с задачей анализа и выяснения плюсов и минусов, а также внесения предложений о возможностях введения частичной или полной государственной собственности в долгосрочной перспективе. Национальное агентство здравоохранения под эгидой государства создается для сокращения очередей в сфере здравоохранения. Необходимо также разработать национальный долгосрочный план ликвидации нехватки мест для медицинского ухода. Работа по укреплению психического здоровья и предотвращению самоубийств должна стать приоритетной частью работы общественного здравоохранения, не в последнюю очередь для молодежи. Должны быть сделаны специальные инвестиции в лечение рака и детской онкологической помощи, включая последующий уход и реабилитацию, а также инвестиции в равный уход, а также уход и исследования в области женских болезней и здоровья. Национальный план охраны материнства составляется с целью укрепления охраны материнства, повышения доступности и сокращения региональных различий. Цифровая инфраструктура в здравоохранении реформируется и становится более единообразной. Возможности домашнего аборта осуществляются в соответствии с ранее принятыми решениями. Вносятся предложения о том, как можно защитить право женщины на аборт со стороны государства. Будет проведено расследование, с целью снизить стоимость стоматологической помощи. Пожилые люди с худшим состоянием полости рта должны быть в приоритете.

#### Школа и образование
Шестой пункт соглашения касается шведской школы и образования. Шведские школы должны обеспечить существенный подъем знаний. Предпринимаются шаги по введению общенационального обязательного стандарта платы за обучение с целью повышения равенства в шведских школах по всей стране посредством государственного контроля за финансированием. Учебное время должно быть увеличено, а руководящие документы школы (учебные планы, программы и планы предметов) должны быть реформированы и должны уделять больше внимания обучению, навыкам, фактическим и предметным знаниям. Вводится система оценок, ориентированная на знания, чтобы решить проблемы с завышением оценок. Будет принят новый закон о независимой школе. Распределение прибыли не должно происходить в первые годы после открытия школы или покупки ее новым владельцем. Цель состоит в том, чтобы гарантировать долгосрочное владение и то, что любой, кто открывает или приобретает чартерную школу, должен иметь финансовую устойчивость. Инвестиции в более специализированных преподавателей, меньшие учебные группы и более четкие правила.

#### Демократия и культура
Седьмой и последний пункт соглашения касается демократии и культуры. Необходимо поощрять свободу и разнообразие средств массовой информации. Необходимо сохранить независимость государственных СМИ и их долгосрочное финансирование. В условиях обновляющегося медиаландшафта деятельность государственных служб необходимо развивать как часть демократической инфраструктуры. Принимаются меры по снижению политического контроля над культурным контентом. Должен быть создан шведский культурный канон.